# Benton (Kansas)
Benton – miasto położone w hrabstwie Butler.